# Zhongguohentomon magnum
Zhongguohentomon magnum är en urinsektsart som beskrevs av Yin 1979. Zhongguohentomon magnum ingår i släktet Zhongguohentomon och familjen trakétrevfotingar. Inga underarter finns listade i Catalogue of Life.